# 李在鎔
李 在鎔（イ・ジェヨン、이재용、1968年6月23日 - ）は、大韓民国の実業家。サムスングループ創業者李秉喆の孫で、サムスングループ2・4代目会長である李健熙の長男。本貫は慶州李氏。現在、サムスン電子会長、サムスングループの経営トップ。

## 来歴
- 1968年 - 大韓民国ソウル特別市に生まれる
- 1991年 - ソウル大学校東洋史学科卒業、サムスン電子入社[3]
- 1995年 - 慶應義塾大学大学院経営管理研究科修士課程修了[3]
- 2001年 - ハーバード・ビジネス・スクール博士課程修了[3]
- 2001年 - サムスン電子 経営企画チーム 常務補[3]
- 2003年 - サムスン電子 経営企画チーム 常務[3]
- 2004年 - S-LCD取締役
- 2007年 - サムスン電子 グローバル顧客統括責任者 専務[3]
- 2009年 - 林世玲（イム・セリョン）（大象グループ常務）と離婚する
- 2009年 - サムスン電子 最高執行責任者（COO）副社長[3]
- 2010年 - サムスン電子 最高執行責任者（COO）社長
- 2012年 - サムスン電子 副会長
- 2013年 - 息子にソウル泳熏国際中学校をひとり親家庭の子どもとして受験させ「社会的配慮対象者」入試で合格させた[4]。
- 2017年 - 崔順実ゲート事件で逮捕、起訴（後述）
- 2021年 - 懲役2年6ヶ月の実刑判決が確定
- 2021年 - 鎮静薬プロポフォールの投与を医療目的以外で繰り返し受けたとして麻薬類管理法違反の罪で罰金7千万ウォンなどの判決を言い渡された[5]。
- 2022年 - 韓国第20代大統領尹錫悦から特別赦免（恩赦）を受け[6]、ビジネス界への復帰の道が開ける。
- 2022年 - サムスン電子 会長

## 人物・エピソード
- 高校1年生から体系的な帝王学を学んだ。夏休みなどの長期休暇ごとにサムスングループ傘下の会社や工場を訪問し、沿革や生産システム、労務管理など一から十まで徹底したブリーフィングを受けた。高校生が経営現場について数時間にも及ぶブリーフィングを受けるというのは簡単なことではなかったが、不平不満を漏らさずじっと我慢して聞いていた[3]。
- 慶應義塾大学大学院経営管理研究科留学時代は、日本語辞書を引きながら、毎回注意深く授業の準備をしていた。教室で議論する際には、明瞭かつ直接的で、率直ながらもアイディアが光る意見を示したといわれている。また、公正ながらも親切で、近寄りやすい人だったといわれている[7]。
- 英語が堪能であり、日本への留学経験があることから日本語も堪能である[3]。
- 趣味は、ゴルフと映画鑑賞[3]。
- お酒はたしなむ程度で、現場の社員たちと飲む時でも自ら盛り上げるタイプではないが、韓国特有の爆弾酒（ビールとウイスキーを混ぜたもの）を作ったり、飲んだりして雰囲気を壊さないように気遣う一面もある[3]。
- 各部門の経営内容をしっかりと把握するために、経営企画部の戦略会議をはじめ、半導体部門や情報通信部門、デジタルメディア部門などの各事業部の総括会議など、ほとんど全ての会議に出席する。また、丁寧な人柄で物腰も柔らかく、まじめ過ぎるとも言われており、「自分の考えを言う前に、相手の話しを先に聞け」という祖父と父の教えを守って座右の銘を「傾聴」とし、役員や社員のみならず、取引先などの話しにもよく耳を傾ける[3]。
- 林世玲夫人とは一男一女があったが、2009年に離婚。協議で親権は李家側、養育は林家と共同で行うとなり、夫人の元で育てられた。子供たちは既に成人し、父と共に冠婚葬祭の場などへ同席しているが、下記の「崔順実ゲート事件」の影響もあり、子女にサムスングループ経営権を世襲させないことを表明した。なお林世玲は2010年より俳優李政宰と交際を始め、現在は実質的パートナーであることが知られる[8]。

## 崔順実ゲート事件
朴槿恵大統領や、朴大統領の長年の知人、崔順実への贈賄、横領、財産国外逃避、犯罪収益隠匿、偽証の5つの容疑（一連の崔順実ゲート事件の1つ）で特別検察官によって2017年2月17日に逮捕、2月28日に起訴、懲役12年の求刑。8月25日にソウル中央地方法院より贈賄罪などが認定され懲役5年の有罪判決。サムスングループの事実上のトップで初の逮捕者が出たことを受け、未来戦略室や社長団会議の廃止などサムスングループは事実上の解体に追い込まれた。
本人は当時大統領の崔順実支援強要で強制的な要求を受けた被害者だったと主張した。これは前後の文脈を知る必要がある。李在鎔が明らかにしたところによると、当時、李在鎔の外叔父が運営していた放送局JTBCの反政府スタンスに、朴槿恵が李在鎔にサムスンが政治に介入する考えがあるかと怒りを注いだと伝えられた。ニュース経営陣の交換など自身に無理な要求をしたため、代わりに聞いたのが崔順実支援という趣旨だ。
2018年2月5日に控訴審判決が言い渡され、朴槿恵への贈賄など一部が無罪となり、懲役2年6か月、執行猶予4年（求刑、懲役12年）に減刑され釈放された。
2019年8月29日、最高裁（大法院）は、二審判決をすべて破棄し、ソウル高裁に審理を差戻した。
2020年5月6日、記者会見を開き、一連の事件に関して国民に向け謝罪し、自身の子供に経営権を世襲させず、創業家による経営を自身の代で終わりにすることを明らかにした。
2021年1月18日、ソウル高裁は、懲役2年6月の実刑判決を言い渡した。李は上告を断念し、1月26日、判決が確定した。服役していたが、8月13日に仮釈放された。
2022年8月12日、李を大統領による特別赦免（恩赦）の対象にすることが発表された。

## 家族
- 祖父 李秉喆 - サムスングループ創業者[26]
  - 父 李健熙[26] - サムスングループ2代、4代目会長(2014年に意識喪失)[27]
  - 母 洪羅喜（朝鮮語版）[26]
  - 叔父 洪錫炫[26]
    - 妹 李富真[26] - ホテル新羅代表取締役社長、サムスンエバーランド社長、サムスン物産商事部門顧問
    - 妹 李敍顕（朝鮮語版）[26] - サムスングループ第一毛織、第一企画（英語版）専務
    - 妹[26] - 2005年に留学先のニューヨークにて自殺
      - 息子 -1999年生まれで2013年1月に13歳[28]